# Milky Way Ediciones
Milky Way Ediciones es una editorial española especializada en la publicación de manga. Fue fundada en 2012 y tiene su sede en Ribadedeva, Asturias.

## Historia
Milky Way fue fundada en 2012 por tres socios ligados a Asturias: Enrique Fuentevilla en la dirección editorial, Carlos E. Subero como editor jefe, y Patxi Larrauri en la dirección de marketing. En un primer momento, la empresa se centró en series de manga que ya habían finalizado y que por temática no interesaban a otras editoriales, con una tirada limitada que podía reimprimirse en función de su éxito comercial. La primera obra que publicaron fue Simon Sues, de la surcoreana Myung Hee Kim, con un capital inicial de 4000 euros para editar el primer tomo.
Con el paso del tiempo, Milky Way llegó a un acuerdo con Kōdansha para editar sus colecciones en España, tales como Beastars (Paru Itagaki), Bakemonogatari (Nishio Ishin), Atelier of Witch Hat (Kamome Shirahama) y Blue Period (Tsubasa Yamaguchi). Por otro lado, ha especializado una parte del catálogo en el género Boys Love, con obras autoconclusivas y series como La balada del viento y los árboles (Keiko Takemiya) y Given (Natsuki Kizu).